# 彭寨镇
彭寨镇是中国广东省河源市和平县下辖的一个镇，是和平县中仅次于阳明镇的第二大中心镇。

## 行政区划
彭寨镇下辖以下村级行政区划单位
街道社区、红星社区、大塘面社区、五星社区、马塘村、土厘村、兴隆村、聚史村、玉水村、墩史村、西长村、细中村、彭镇村、同兴村、长沙村、岭西村、水口村、公和村、寨下村、星丰村、隆周村、光溪村、三溪村、龙安村、群联村、惠宏村、二六村、泮溪村、九子村、梅园村和川九村。

## 地理位置
彭寨镇位于和平县东南部，总面积188.7平方公里，与县城阳明镇的距离为27公里。

## 历史沿革
2003年：安坳镇并入彭寨镇。

## 经济情况
2003年，全镇农业总产值为9079万元（现行价）。
现建有比较大型的工厂，如伟恒手袋厂是属于珠三角地区的产业转移项目。还有一些大大小小的针织厂和一些小加工的电子设备的厂。